# Heliophanus transvaalicus
Heliophanus transvaalicus este o specie de păianjeni din genul Heliophanus, familia Salticidae, descrisă de Simon, 1901. Conform Catalogue of Life specia Heliophanus transvaalicus nu are subspecii cunoscute.